# Slag bij Culpeper Court House
De Slag bij Culpeper Court House vond plaats op 13 september 1863 in Culpeper, Virginia tijdens de Amerikaanse Burgeroorlog Deze kleine slag werd uitgevochten tussen de Zuidelijke cavalerie van het Army of Northern Virginia en de Noordelijke cavalerie van de Army of the Potomac. De Noordelijke overwinning zou de onmiddellijke aanleiding zijn tot de Bristoeveldtocht.

## Achtergrond
Op 12 september 1863 vertrok het 10.000 man sterke cavaleriekorps onder leiding van generaal-majoor Alfred Pleasonton hun kamp bij Warrenton, Virginia. Nadat ze de Rappahannock hadden overgestoken, concentreerde Pleasonton verschillende eenheden bij Sulphur Springs. Hun doel was het hoofdkwartier van de Zuidelijke generaal-majoor J.E.B. Stuart die bij Culpeper Court House gelegen was.

## De slag
In de ochtend van 14 september om 04.00u staken drie van Pleasontons divisies de rivier Hazel over op weg naar Culpeper. De Noordelijken rukten op in drie colonnes die de Zuidelijke voorposten verjoegen. Toen ze de belangrijkste defensieve linie van de Zuidelijken bereikten rond 13.00u, gaf brigadegeneraal H. Judson Kilpatrick, bevelhebber van de 1e divisie het bevel tot de aanval. Deze aanval werd uitgevoerd door brigadegeneraal George Armstrong Custer. Custer brak door de Zuidelijke linie en veroverde de centraal gelegen spoorwegopslagplaats. Hij nam een honderdtal Zuidelijken gevangen en veroverde drie artilleriestukken. De drie Noordelijke colonnes kwamen samen bij Culpeper om vandaar uit hun opmars voort te zetten naar de rivier de Rapidan. Dit ging gepaard met zware schermutselingen. Bij het invallen van de avond kampeerden de Noordelijken bij Cedar Mountain. Het II Corps van generaal-majoor Gouverneur K. Warren bezette Culpeper Court House. De Zuidelijken trokken zich terug achter de Rapidan. Hun stellingen waren echter te sterk om aan te vallen.